# Cotesia kamiyai
Cotesia kamiyai är en stekelart som först beskrevs av Watanabe 1934.  Cotesia kamiyai ingår i släktet Cotesia och familjen bracksteklar. Inga underarter finns listade i Catalogue of Life.